# Orobanche teucrii
Orobanche teucrii là loài thực vật có hoa thuộc họ Cỏ chổi. Loài này được Holandre mô tả khoa học đầu tiên năm 1829.

## Hình ảnh

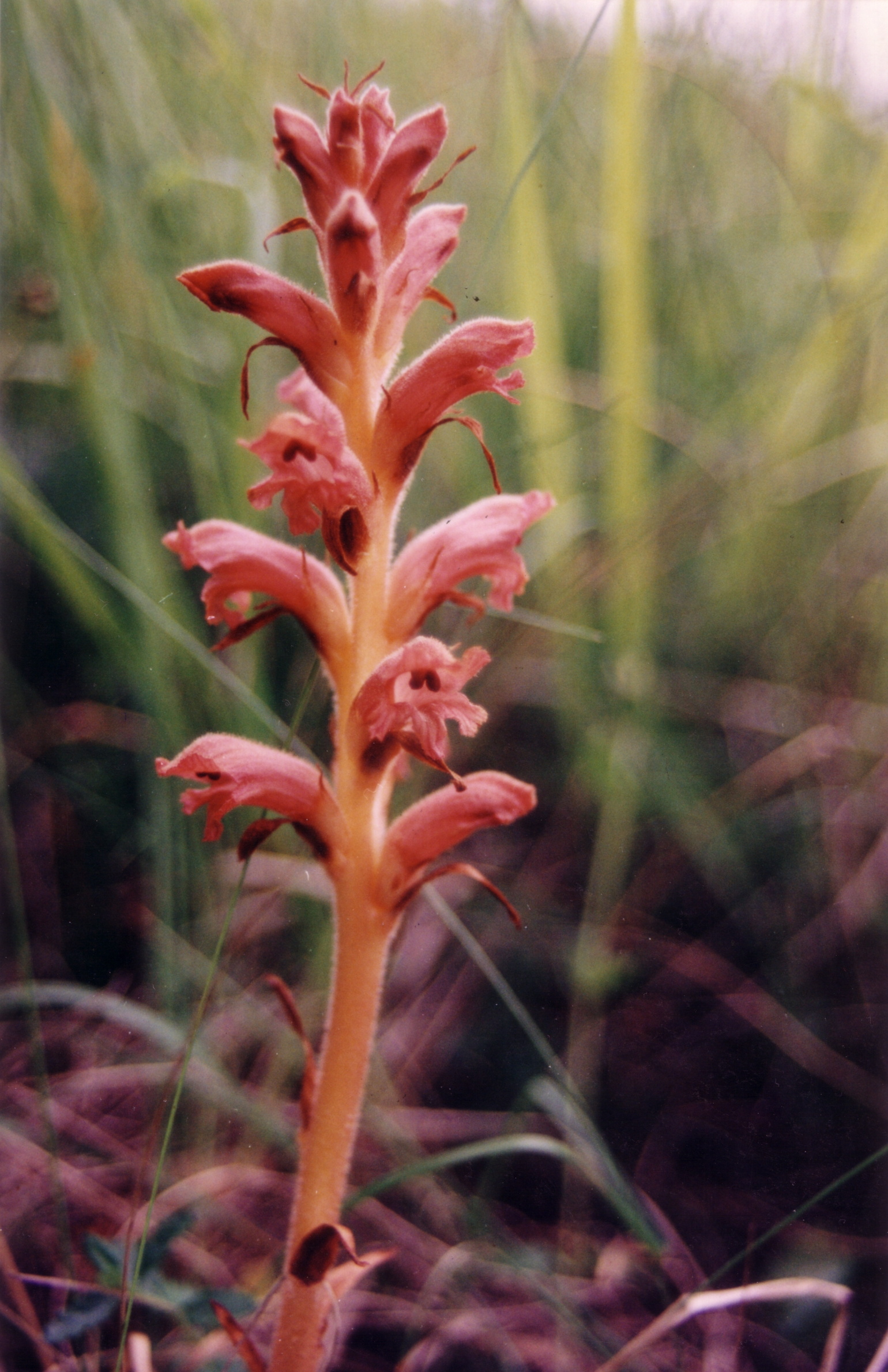
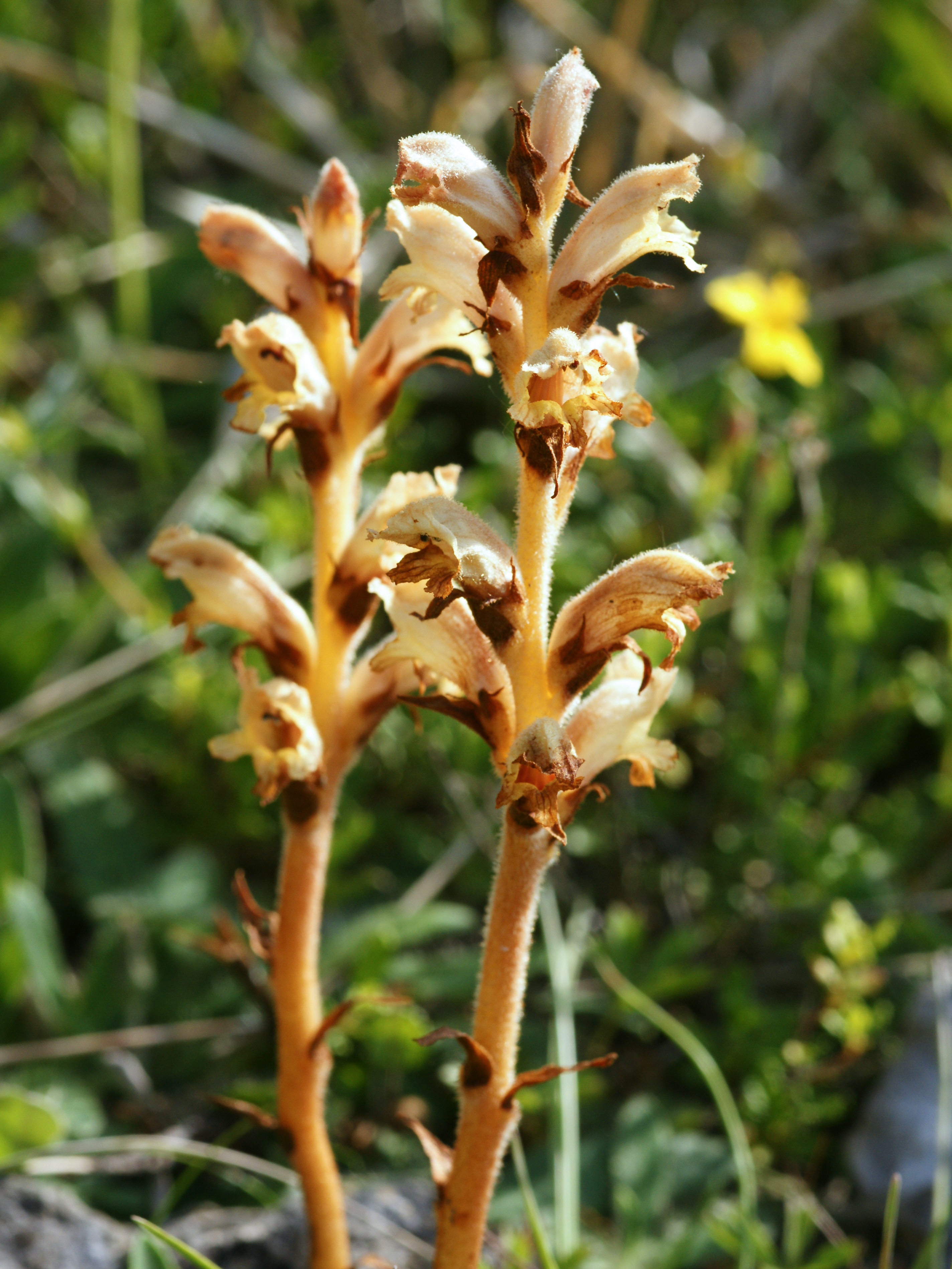